# Juan Carlos de la Llera
Juan Carlos de la Llera Martin (Santiago, 28 de octubre de 1961) es un ingeniero estructural, académico, e investigador chileno, especialista en modelamiento y dinámica estructural.Desde el 18 de marzo de 2025 es el rector de la Pontificia Universidad Católica de Chile.

## Biografía
Su familia llegó a Chile desde Villaviciosa posterior a la guerra civil española. Se graduó de Ingeniería Civil en la Universidad Católica de Chile en 1985 para luego continuar sus estudios de postgrado en la Universidad de California, Berkeley donde obtuvo su maestría y doctorado.
Su investigación fue pionera para implementar técnicas estructurales de aislamiento sísmico que redujeron hasta 10 veces los daños de los terremotos en Chile y que también han sido replicados en otros países sísmicos e incluso en algunas prefecturas de Japón.

Pruebas simultáneas en mesa vibratoria de dos modelos de edificios. El de la derecha está equipado con un aislamiento sísmico de base.

Entre 2010 y 2022 fue decano de la Facultad de Ingeniería de la Universidad Católica, estando al cargo por tres periodos consecutivos.
En 2025, después de un proceso extenso, la Universidad Católica anunció a de la Llera como su nuevo rector.

## Premios y reconocimientos
En 2011 fue distinguido como Emprededor Endeavor a nivel mundial,y en 2017 recibió el premio Avonni Trayectoria Innovadora Anacleto Angelini. 
En 2024 fue reconocido por la Academia Nacional de Ingeniería de Estados Unidos por su liderazgo en el desarrollo de aisladores sísmicos y disipadores de energía en edificios.Este reconocimiento ha sido dado sólo a 5 chilenos a lo largo de sus 60 años de historia.

## Publicaciones
Nota: Esta es una lista de los trabajos científicos más citados del investigador; para revisar el listado completo revise el perfil en Google Scholar.
- Alarcon, C.; Hube, M. A.; de la Llera, J. C. (15 de agosto de 2014). «Effect of axial loads in the seismic behavior of reinforced concrete walls with unconfined wall boundaries». Engineering Structures 73: 13-23. ISSN 0141-0296. doi:10.1016/j.engstruct.2014.04.047. Consultado el 24 de marzo de 2025.
- Jünemann, R.; de la Llera, J. C.; Hube, M. A.; Cifuentes, L. A.; Kausel, E. (1 de enero de 2015). «A statistical analysis of reinforced concrete wall buildings damaged during the 2010, Chile earthquake». Engineering Structures 82: 168-185. ISSN 0141-0296. doi:10.1016/j.engstruct.2014.10.014. Consultado el 24 de marzo de 2025.
- Almazán, José L.; De La Llera, Juan C.; Inaudi, José A. (1998-08). «Modelling aspects of structures isolated with the frictional pendulum system». Earthquake Engineering & Structural Dynamics (en inglés) 27 (8): 845-867. ISSN 0098-8847. doi:10.1002/(SICI)1096-9845(199808)27:8<845::AID-EQE760>3.0.CO;2-T. Consultado el 24 de marzo de 2025.
- Hube, M. A.; Marihuén, A.; de la Llera, J. C.; Stojadinovic, B. (1 de diciembre de 2014). «Seismic behavior of slender reinforced concrete walls». Engineering Structures 80: 377-388. ISSN 0141-0296. doi:10.1016/j.engstruct.2014.09.014. Consultado el 24 de marzo de 2025.